# Abbaye de Santa Maria del Monte
L’abbaye de Santa Maria del Monte (en italien, Abbazia di Santa Maria del Monte) est une abbaye italienne située  au-dessus du col Spaziano (altitude : 135 m), à Cesena, dans la région d’Émilie-Romagne, en Italie.
Construite sur les restes d’une précédente église du IXe siècle, agrandie et embellie au cours d’une période comprise entre 1001 et 1026 quand fut fondé le monastère, elle a pris l’aspect actuel après des restaurations successives du XVe au XVIe siècle.
L'intérieur est constitué d’une nef avec quatre chapelles de chaque côté abritant des œuvres artistiques : sur trois côtés se situent les frises de Girolamo Longhi représentant quatorze scènes de la Vie de la Vierge.
Le patrimoine notable de l'Abbaye est la collection d’ex voto, avec plus de 690 pièces, composé de petits tableaux peints à partir de 1400 qui représentent des prières et des miracles par lesquels la Vergine del Monte exprimait sa protection à Cesena et à ses habitants.

## Historique
C’est au col Spaziano, couvert d’une forêt dense et où, selon saint Pierre Damien (Vita Mauri, 1044-1072), l’évêque de Mauro di Cesena (it) allait se recueillir en prière. Après sa mort, selon la tradition, de nombreux miracles se produisirent sur le lieu de sa sépulture.
La basilique fut profanée puis fortifiée par Francesco II Ordelaffi, puis elle eut son siècle d’or au XVIe siècle sous les Malatesta, pour devenir un véritable point de rencontre de la culture de Cesena, avec la présence de nombreuses personnalités, la visite de pontifes. Entre 1536 et 1548, l’église prit sa forme actuelle, selon un projet de Domenico Garavini de Brisighella, sur un dessin original du Bramante.
Centre de la vie artistique de la cité, la Basilica del Monte vit à l’œuvre les meilleurs artistes de la région de Cesena :
- Scipione Sacco (it), Girolamo Longhi et Francesco Masini,
- le jeune Giuseppe de la Valle di Scalve, qui réalisa le splendide cœur en noyer en 1560 et 1562 ;
- Francesco Morandi (it) qui réalisa le dôme, décoré par Masini entre 1568 et 1571 ;
- le grand escalier en pierre d’Alessandro Corsi, puis le monumental puits du Chiostro Grande en 1588.

Une série d’évènements néfastes mit en crise tout le complexe bénédictin pendant tout le XVIIIe siècle, aggravée par le terrible séisme de 1768 qui détruisit le dôme, reconstruit par Pietro Carlo Borboni et décoré par Giuseppe Milani (it) de 1773 à 1774.
Abandonnée à l’arrivée des Français en 1797, elle fut mise en vente en 1812 et sauvée par l’intervention de Pietro Maria Semprini.
Après les dégâts causés par la Seconde Guerre mondiale, l’abbaye rouvre son Laboratoire pour la restauration des livres anciens. Le complexe organise des concerts de musique classique les mois de juillet et d’août.

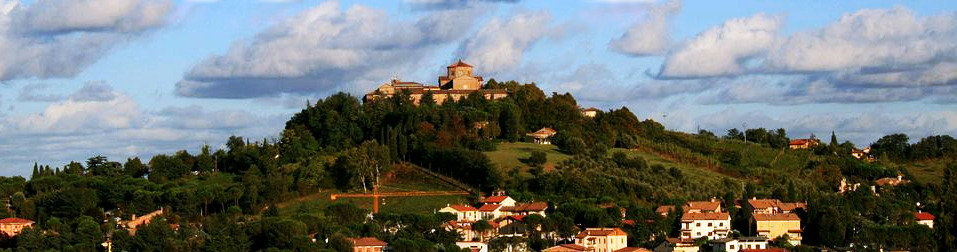
Abbazia di Santa Maria del Monte et les collines.

## Architecture et patrimoine artistique

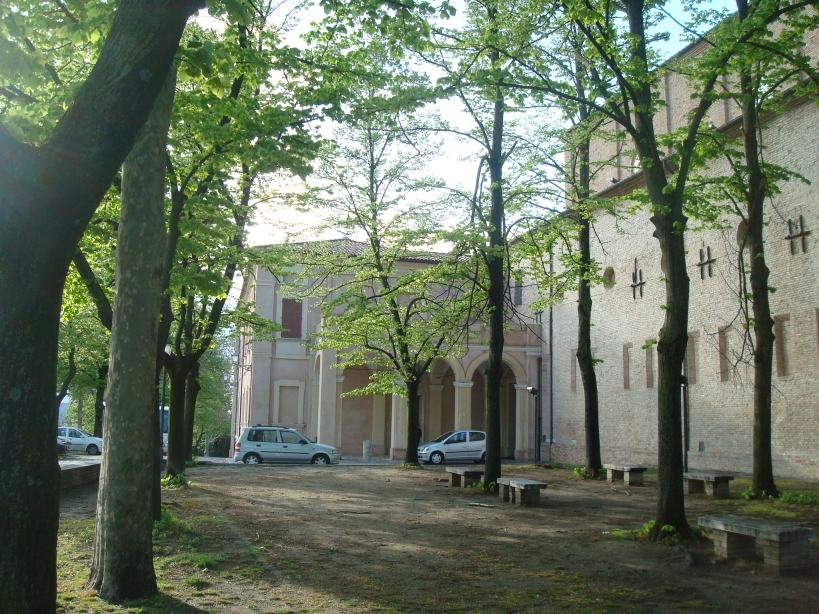
Entrée de la basilique.

### L’église abbatiale
L’entrée, sur le côté droit de l’édifice, mène à un intérieur qui se compose d’une large et unique nef avec des chapelles latérales. La partie supérieure est ornée de quatorze fresques de la vie de la Vierge peinte par Girolamo Longhi en 1559, exposées au public à partir de 1914 et miraculeusement préservées des bombardements de la Seconde Guerre mondiale ; mais dont ne fut pas épargnée la façade revêtue d’une fresque de Gavarini (XVIe siècle).

#### Le presbytère et le chœur monastique
Une large montée d’escalier mène au presbytère au sol décoré du symbole de la congrégation des bénédictins de Montecassino ; sur les côtés se trouvent l’accès à la crypte, une représentation de Giovanni Andrea Donducci et une de Marcantonio Franceschini, de la fin du XVIIe siècle. Au-dessus de l’escalier, l’autel principal avec le superbe chœur monastique en noyer, œuvre du sculpteur Giuseppe della Val di Scalve (1560-1562) et une statue de la Madonna Assunta en stuc et bois peint au XIIIe siècle.

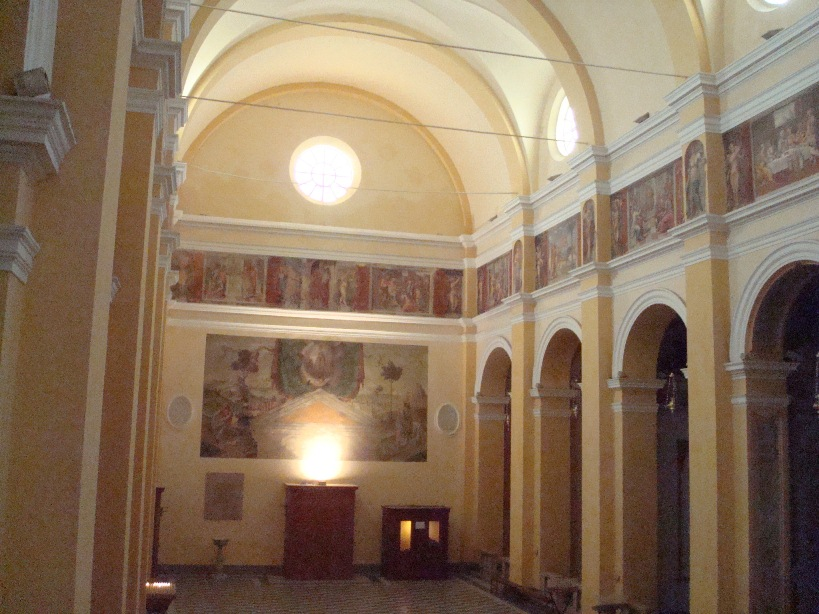
Façade côté entrée.
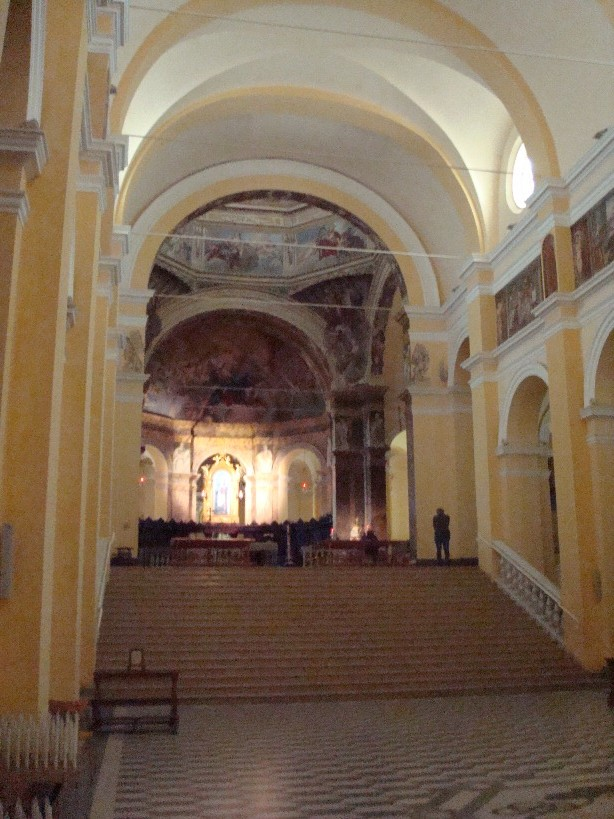
La montée des escaliers.
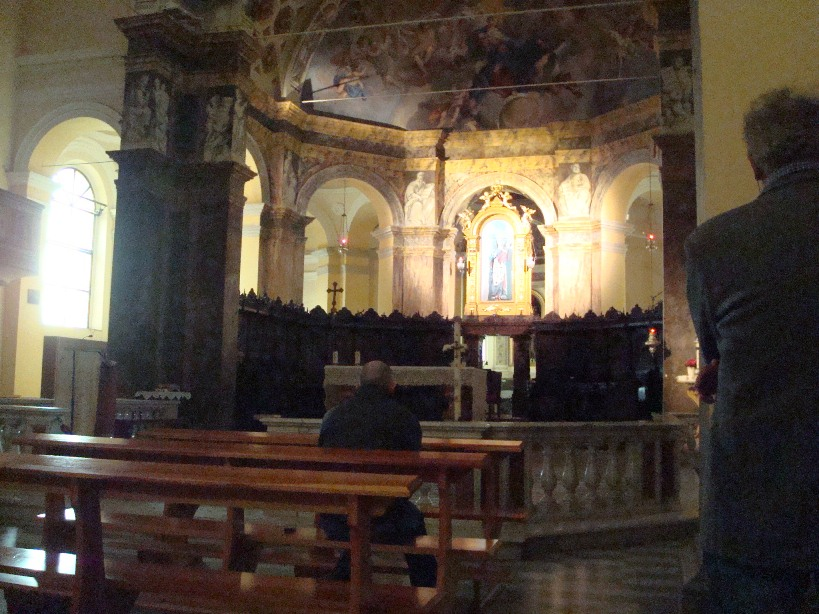
L’autel.
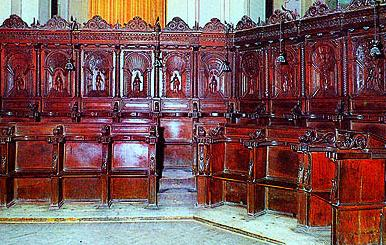
Le chœur.
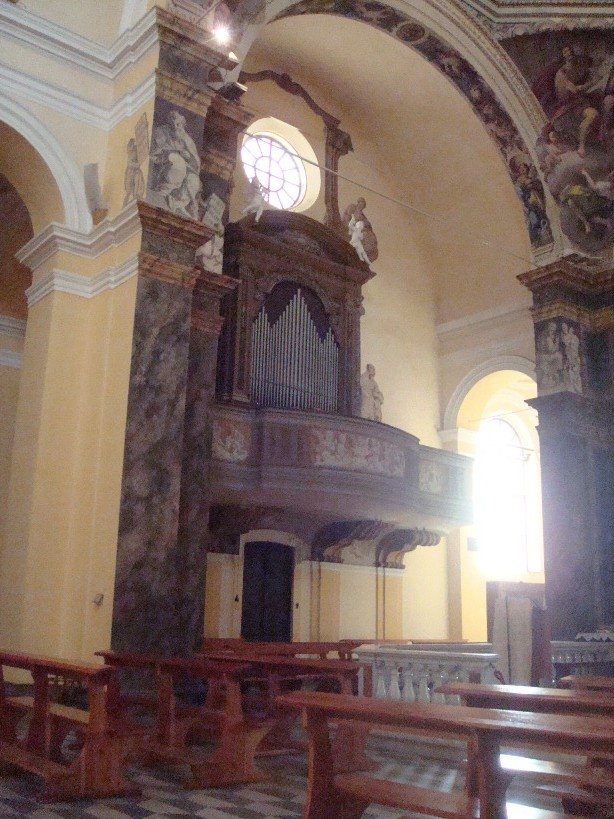
L’orgue.

#### Le dôme
La décoration de cette partie de la basilique, œuvre de Giuseppe Milani, date de 1773 et 1774. On peut voir la perspective de Melozzo da Forlì, de bas en haut, et l’influence du dôme de la chapelle de la Madonna del Fuoco de Forlì, de Carlo Cignani.

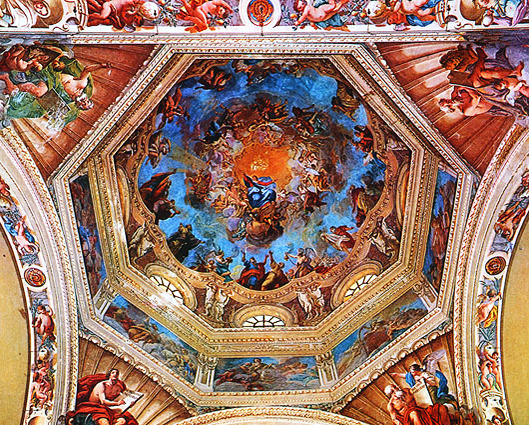
Dôme de l'Abbazia di Santa Maria del Monte.
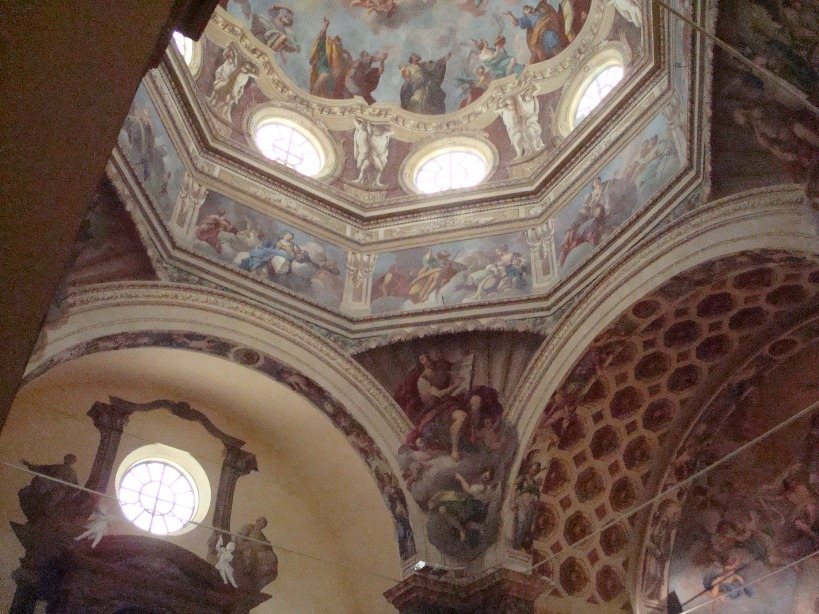
Fresques du dôme.
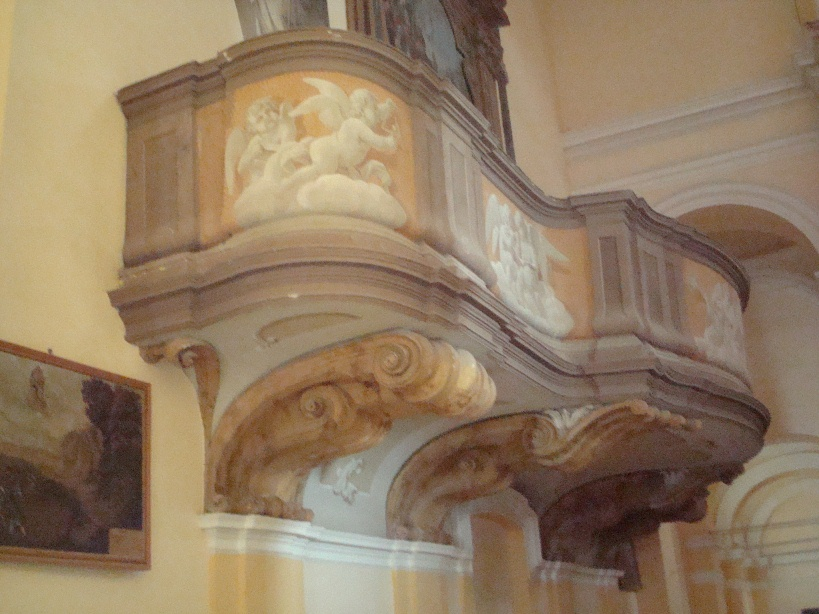
Fresques sur un balcon.

#### Les chapelles latérales
Les quatre chapelles à l’intérieur de l’abbaye contiennent une multitude de fresques peintes par des artistes parmi lesquels Bartolomeo Coda (1543), Francesco Masini (1704) Girolamo Marchesi (XVIe siècle), Francesco Francia (1515), Girolamo Marchesi (XVIe siècle), Vincenzo Ansaloni (XVIIe siècle), G. B. Barbiani (XVIIe siècle).

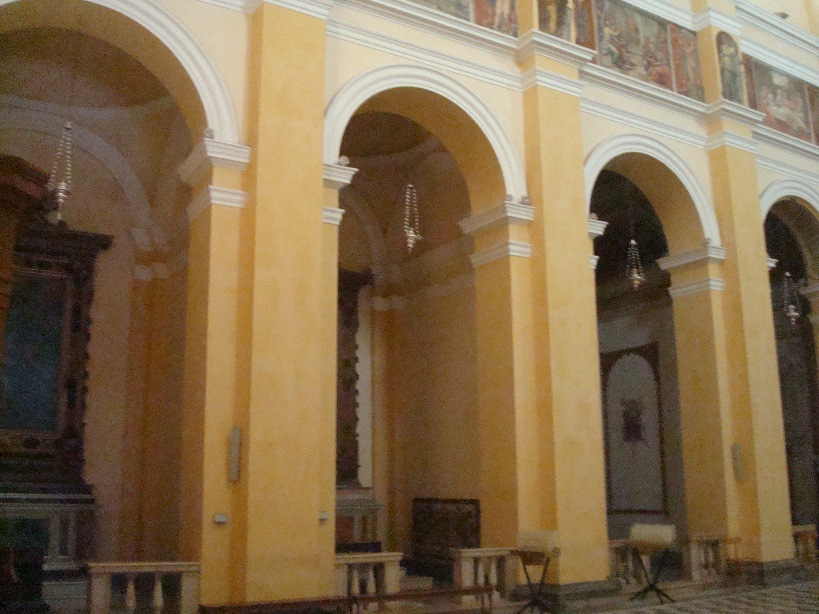
Chapelles côté gauche.
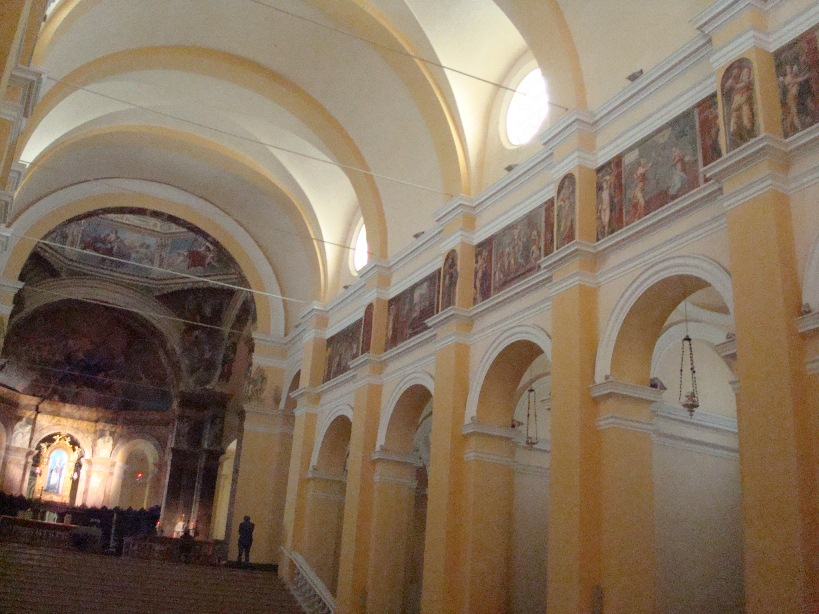
Chapelles côté droit.

#### Le déambulatoire
Le déambulatoire recèle une partie de la précieuse collection d’ex-voto, une des plus riches et anciennes d'Europe ; un crucifix du XIVe siècle et une statue en terre cuite du XXe siècle.

#### La crypte
La crypte, fermée par une porte en fer forgé, recèle une croix de pierre du IXe siècle et un sarcophage romain, l'ancienne sépulture de San Mauro, qui se trouve aujourd’hui à la Cathédrale Saint Jean-Baptiste (Raguse).

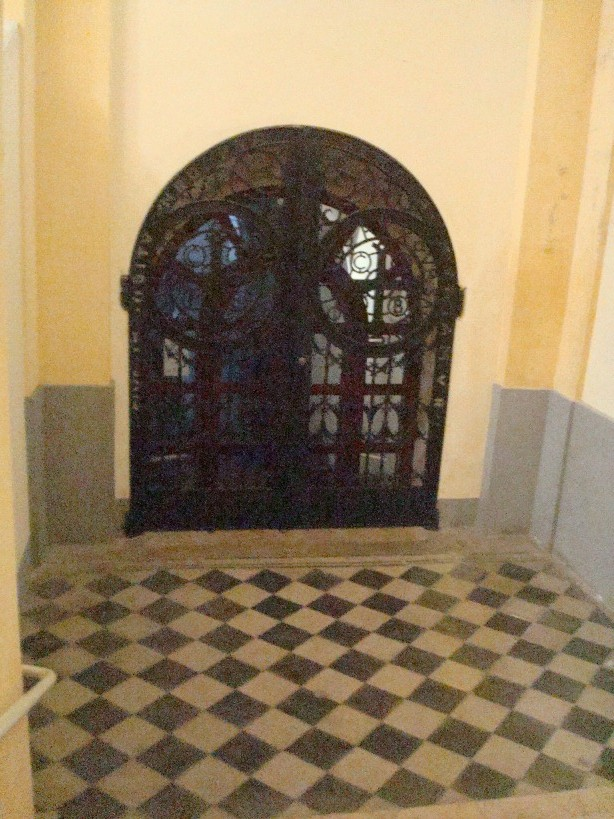
Descente à la crypte.
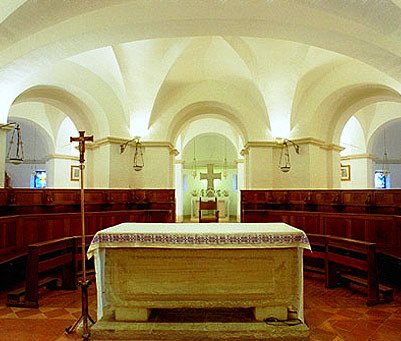
Le sarcophage romain en pierre du IXe siècle.

#### La sacristie
La sacristie du XIVe siècle contient du mobilier du XVIIIe siècle et une série de fresques de Giovanni Cappelli de 1946 ainsi que d’autres de Lorenzo Veneziano (1370), Francesco Menzocchi (1534) et Gaspare Sacchi (1536).

## Le monastère

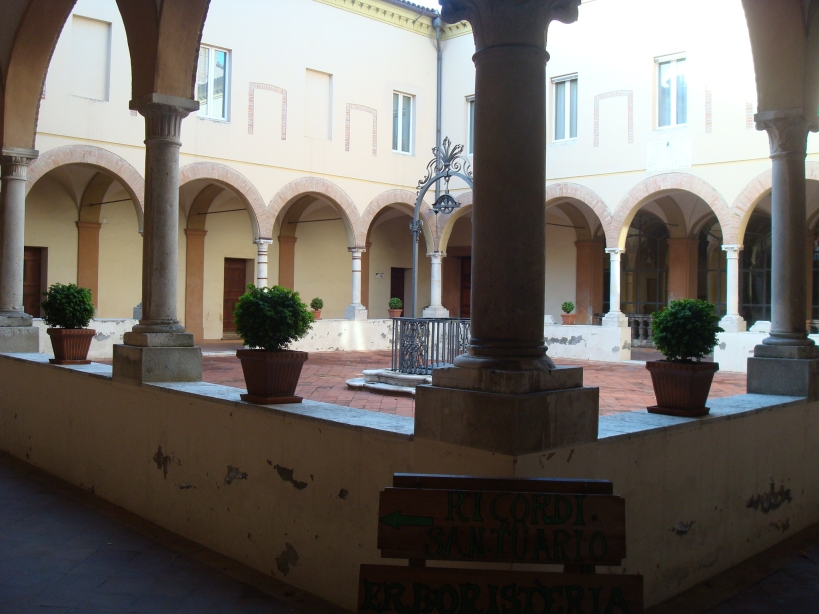
Le petit cloître.

Sur la façade de la basilique on peut noter les traces de la première église qui sont seulement visible depuis le petit cloître du XVe siècle, constitué d’un portique à colonnettes et d’un puits en fer du XVIIe siècle. Grâce au traditionnel esprit de conservation monastique l’endroit abrite la bibliothèque, le laboratoire de restauration des livres anciens et l’herboristerie.

Des trois cloîtres à l’origine, il reste encore de grand cloître du XVIe siècle avec son puits œuvre de Alessandro Corsi dont l’approvisionnement en eau serait due à Léonard de Vinci.

### Le laboratoire de restauration des livres anciens
Dans la bibliothèque et le laboratoire de restauration des livres anciens, les moines continuèrent la tradition conforme à la règle Bénédictine qui porte sur la conservation du patrimoine libraire.

### L'herboristerie
L'herboristerie est située sous le petit portique ; on peut y acheter des liqueurs de la tradition bénédictine, caramel balsamique, diverses variétés de miel, infusions et vins typiques des terres du monastère.

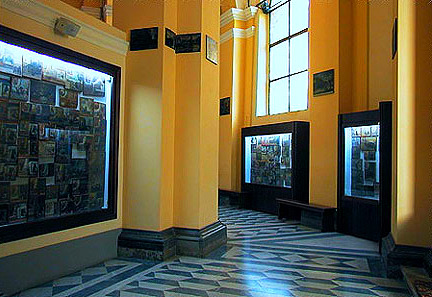
La collection des ex-votos.

### La collection des ex-votos
À Cesena et dans la région subsiste, depuis le XVe siècle, la tradition de peindre ou faire peindre à la main des tablettes votives en remerciement à la Madonna del Monte; ce qui augmente régulièrement le nombre d’ex-voto. Il s’agit de documentations graphiques rappelant l’histoire et faisant le plus souvent référence à des événements tragiques : représentation de l’effondrement du vieux théâtre de la ville en 1820, l’exécution d’un homme pendant la Seconde Guerre mondiale, de petits drames de la vie familiale, la maladie d’une personne au XVe siècle, d’un naufrage au XVIe siècle, un accident entre un Vespa et une automobile, etc.

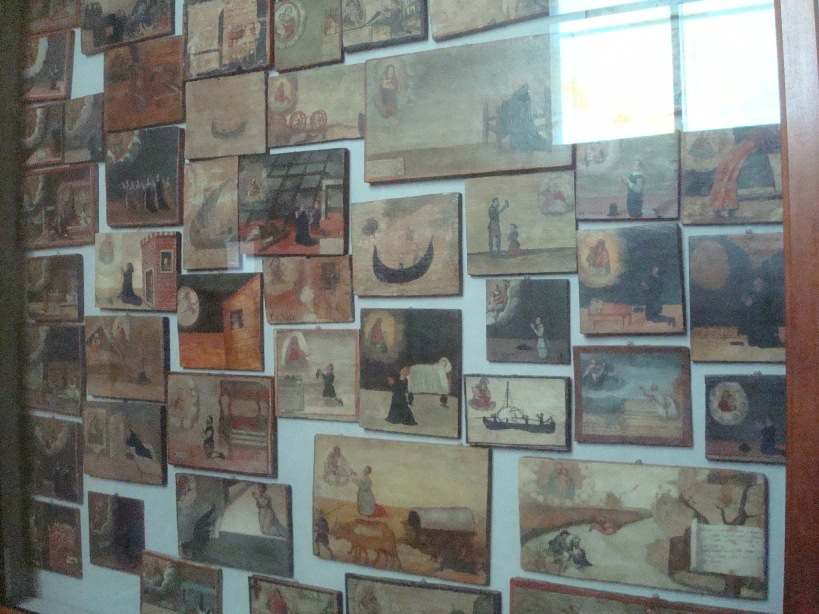
tableau d’ex-votos.
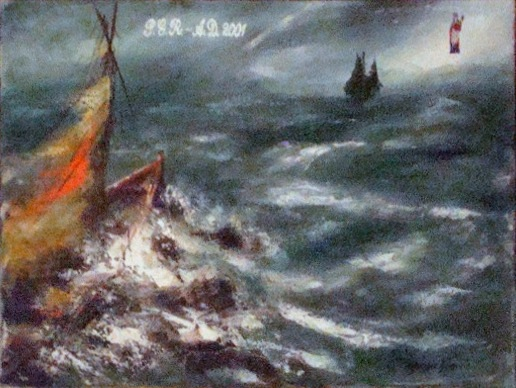
Ex-voto dédié au naufrage en mer.
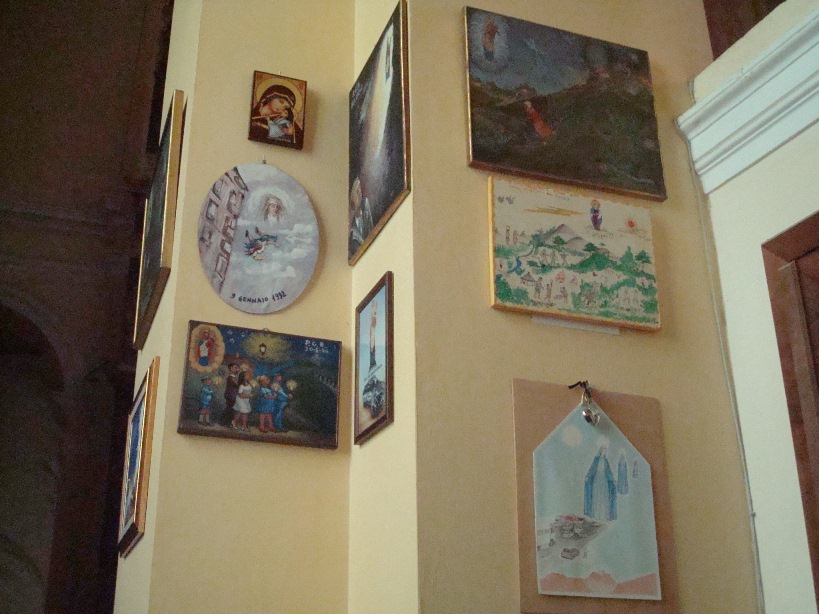
Ex-votos sur un pilier.

## Galerie

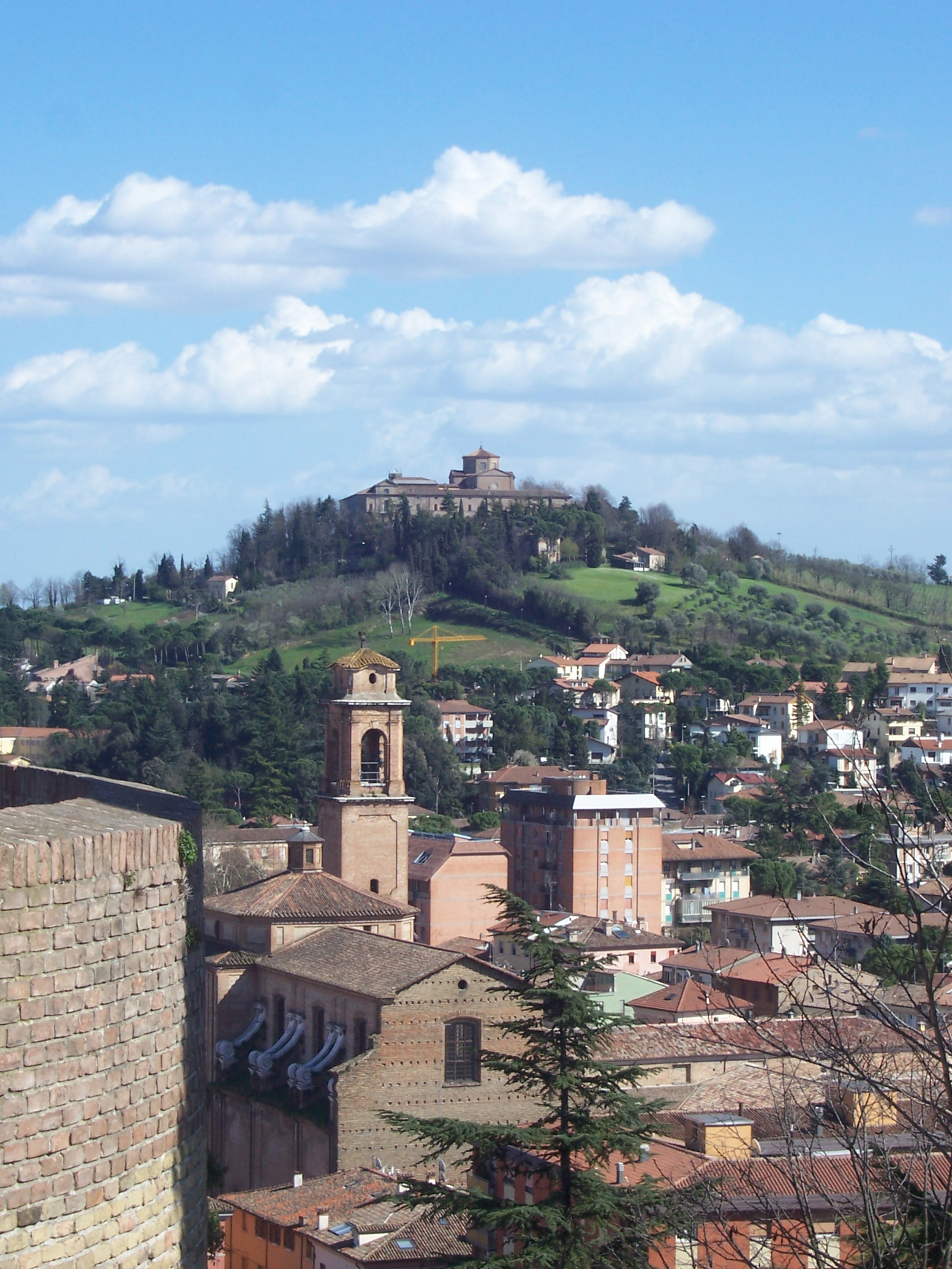
L'Abbazia vue depuis l’arrière de la Rocca.
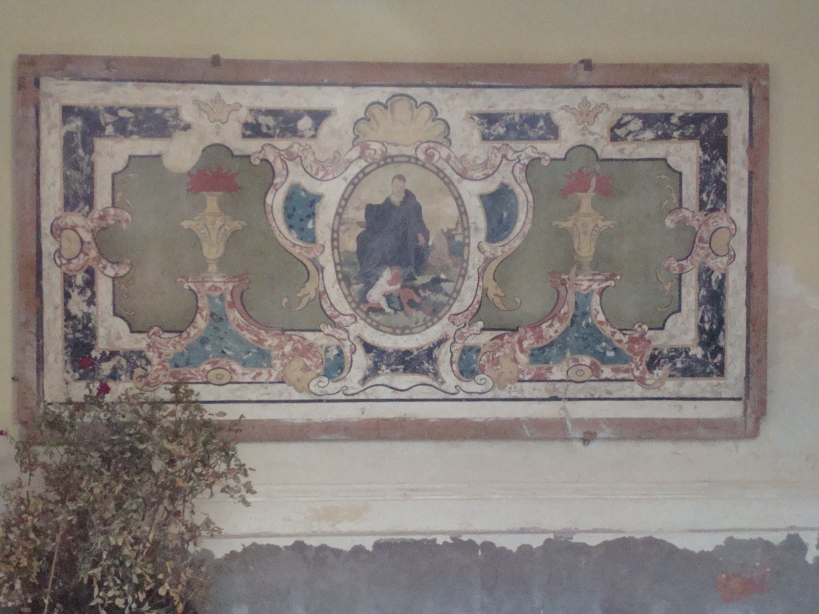
Panneau de bois peint dans le petit cloître.